# Isla Isabella
Isla Isabella är en ö i Chile.   Den ligger i regionen Región de Magallanes y de la Antártica Chilena, i den södra delen av landet, 2 300 km söder om huvudstaden Santiago de Chile. Arean är 15,1 kvadratkilometer.
Terrängen på Isla Isabella är lite kuperad. Öns högsta punkt är 462 meter över havet. Den sträcker sig 4,8 kilometer i nord-sydlig riktning, och 5,9 kilometer i öst-västlig riktning.